# أكاستيات
الأكاستيات (الاسم العلمي:†Acastidae) هي فصيلة منقرضة من ثلاثيات الفصوص تتبع رتبة نظيرات عدسيات العيون.

## أجناس
- الأكاست
- شوكية الردف